# هربرت هیس
هربرت هیس (انگلیسی: Herbert Heyes; ۳ اوت ۱۸۸۹ – ۳۱ مهٔ ۱۹۵۸) هنرپیشه اهل ایالات متحده آمریکا بود.
از فیلم‌ها یا برنامه‌های تلویزیونی که وی در آن نقش داشته است می‌توان به دادگاه نظامی بیلی میچل، مأموران خزانه‌داری، مکانی در آفتاب، معجزه در خیابان سی و چهارم، وقت خواب برای بونزو و سالومه اشاره کرد.